# Prvenstvo Hrvatske u dvoranskom hokeju za žene 2005.
Prvenstvo Hrvatske u dvoranskom hokeju za sezonu 2005. u ženskoj konkurenciji.
Sudionice su bile "Zrinjevac", "Baum" i "Zelina".

## Konačni redoslijed
```
Por.  Klub      Ut  Pb  N Pz Pos Pri  Bod
1. Zrinjevac     8   8  0  0 106:15    24
2. Baum          8   3  0  5  25:57     9
3. Zelina        8   1  0  7  21:70     3
```

Hrvatske prvakinje za sezonu 2005. su igračice  zagrebačkog Zrinjevca.